# 1981 w sztukach plastycznych
Wydarzenia w sztukach plastycznych i wizualnych w 1981 roku.

## Wydarzenia
- W Krakowie powstał Ośrodek Dokumentacji Sztuki Tadeusza Kantora – Cricoteka[1].
- Ośrodek Rzeźbiarski w Orońsku przekształcono w Centrum Rzeźby Polskiej[2].
- Andrzej Mroczek po objęciu stanowiska dyrektora BWA w Lublinie zmienia instytucję w Galerię Labirynt 2.
- W Łodzi odbyła się pierwsza edycja Konstrukcji w Procesie.
- Galeria Permafo kończy działalność wraz z nastaniem stanu wojennego.
- Odbyły się ostatnie Międzynarodowe Spotkania Artystów, Naukowców i Teoretyków Sztuki w Osiekach.
- W Zielonej Górze odbyła się ostatnia edycja festiwalu Złote Grono.
- Grupa Kultura Zrzuty rozpoczęła swoją działalność[3].

## Malarstwo
- Antoni Tàpies

Biała czaszka
- Equipo Crónica

Iberyjska arena
- Ralph Goings

Red Menu
- Jean-Michel Basquiat

Bez tytułu "Czaszka" (Untitled "Skull") – technika mieszana na płótnie, 207x176 cm
Bez tytułu (Chińczyk, pomarańcza) – technika mieszana na płótnie

## Plakat
- Jan Młodożeniec

plakat do opery Vivaldiego La Verita in Cimento – format B1
- Franciszek Starowieyski

plakat do sztuki teatralnej Poza rzeczywistością – 67,5x47,5 cm
plakat do filmu Przeprowadzka – format B1

## Wideo
- KwieKulik

Supermarket – Stuttgart, VHS, 7 min. 37 s.

## Sztuka konceptualna
- Sherrie Levine

After Walker Evans – seria fotografii, apropriacja dzieła Walkera Evansa.

## Nagrody
- Nagroda im. Jana Cybisa – Barbara Jonscher
- World Press Photo – Mike Wells[13]

## Urodzeni
- 16 listopada – Honza Zamojski, polski artysta współczesny
- Anna Okrasko – polska malarka

## Zmarli
- Ilya Bolotowski (ur. 1907), amerykański malarz i grafik
- Irena Weissowa (ur. 1888), polska malarka
- Leon Indenbaum (ur. 1890), rosyjski rzeźbiarz
- Jerzy Him (ur. 1900), polsko-brytyjski grafik, ilustrator, plakacista
- Witold Januszewski (ur. 1915), polski malarz
- Dmitrij Czeczulin (ur. 1901), radziecki architekt
- 1 lutego – Aleksandra Beļcova (ur. 1892), rosyjska i łotewska malarka
- 15 maja – Wacław Brejter (ur. 1903), polski malarz i grafik
- 17 czerwca – Simone Brangier Boas (ur. 1895), amerykańska rzeźbiarka
- 6 września – Christy Brown (ur. 1932), irlandzki malarz
- 15 września – Harold Bennett (ur. 1899), brytyjski architekt
- 10 października – Mia Todorović (ur. 1900), bośniacka malarka i rysowniczka serbskiego pochodzenia
- 13 listopada – Beatrice Lazzari (ur. 1900), włoska malarka
- 21 listopada – Gustaw Fierla (ur. 1896), polski malarz